# Пілад
Піла́д (грец. Pylades) — персонаж давньограцької міфології, син фокідського володаря Строфія, небіж Агамемнона, вірний друг Ореста. Коли Орест вирушив до Мікен, щоб помститися за вбивство батька, Пілад був його супутником. Разом з Орестом привіз Іфігенію з Тавриди на батьківщину. Одружився з сестрою Ореста Електрою.
У переносному значенні Пілад — вірний друг.